# ياو فريمبونغ
ياو فريمبونغ (بالإنجليزية: Yaw Frimpong)‏ (4 ديسمبر 1986 بأكرا في غانا - ) هو لاعب كرة قدم غاني في مركز الدفاع. لعب مع أسيك أبيدجان وأشانتي كوتوكو وتي بي مازيمبي وأكاديمية غرب إفريقيا لكرة القدم.

## وصلات خارجية
- ياو فريمبونغ على موقع الاتحاد الدولي (مؤرشف)  (الإنجليزية)
- ياو فريمبونغ على موقع قاعدة بيانات كرة القدم.إي يو (الإنجليزية)
- ياو فريمبونغ على موقع AS.com (الإسبانية)